# Deggenhausertal
Deggenhausertal är en kommun (tyska Gemeinde) i Bodenseekreis i delstaten Baden-Württemberg i Tyskland. Kommunen består av ortsdelarna (tyska Ortsteile) Deggenhausen, Homberg, Roggenbeuren, Untersiggingen, Urnau och Wittenhofen.
Kommunen ingår i kommunalförbundet Markdorf tillsammans med staden Markdorf och kommunerna Bermatingen och Oberteuringen.